# Fukušima, Fukušima
Fukušima (japonsko 福島市; Fukushima-shi) je glavno mesto japonske prefekture Fukušima v regiji Tōhoku. Nahaja se približno 250 km severno od Tokia in 80 km južno od mesta Sendai. Čeprav se mesto ne nahaja ob obali Pacifika, ima prefektura številne luke, kot sta Onahama in Sōma. Letališče Fukushima se nahaja v bližini naselja Sukagawa.
Po podatkih iz leta 2003 ima mesto približno 290.866 prebivalcev, gostota prebivalstva pa je 389.68 oseb na km². Skupna površina mestnega ozemlja je 746,43 km².

## Zgodovina
Fukušima se je nekoč imenovala Shinobu-no-sato, Šinobujeva vas. V 12. stoletju je Suginome Taro zgradil grad Suginome in vas se je začela razvijati kot grajsko naselje, ki je obkrožalo grad Fukušima. Med obdobjem Edo se je s pridelovanjem svile začel resnejši vzpon Fukušime, njeno ime je postalo znano tudi v Kjotu. Po prenovi Meiji je bil v Fukušimi leta 1868 ustanovljen prefekturni urad, odprta je bila tudi izpostava Japonske Banke, ki je bila prva v regiji Tohoku. Mesto je bilo ustanovljeno 1. aprila 1907. 1. julija 2008 se je z mestom združila bližnja vas Iino.

## Nesreča v jedrski elektrarni Fukušima Daiči
12. marca 2011 je prišlo do eksplozije v jedrskem reaktorju elektrarne Fukušima 1, , ki jo upravlja Tokyo Electric Power Company (TEPCO), in je bila posledica škode, ki jo je elektrarna utrpela po sendajskem potresu dan pred tem. 11. aprila 2011 so razglasili 7. stopnjo jedrske nevarnosti. Tako stopnjo sevanja je imela le elektrarna Černobil.